# Ellis Alindo D'Arrigo Busnello
Ellis Alindo D'Arrigo Busnello (Bento Gonçalves, 7 de maio de 1932 - 12 de julho de 2023) foi um médico psiquiatra, professor universitário e pesquisador brasileiro. Falecimento em 12/07/2023.
Ellis graduou-se nos cursos de história natural (1950-1953) e medicina (1950-1955) pela Universidade Federal do Rio Grande do Sul (UFRGS), obtendo especialização em psiquiatria pela mesma universidade em 1959, e realizou mestrado em saúde pública e saúde mental (1971-1972) nos Estados Unidos, pela Universidade Johns Hopkins.
Em 1959 começa a trabalhar como médico psiquiatra no Hospital Psiquiátrico São Pedro, instituição na qual permaneceu até 1987, chegando a exercer o cargo de diretor geral entre os anos de 1983 e 1987.
Em 1974 foi introdutor das práticas de saúde comunitária no Brasil e, em 1976, foi fundador das primeiras residências médicas em medicina de família e comunidade no Brasil, no Centro de Saúde Escola Murialdo na Secretaria Estadual da Saúde do Rio Grande do Sul.
Alcançou o título de livre-docente pela Universidade Federal do Rio Grande do Sul defendendo a tese A Integração da Saúde Mental num Sistema de Saúde Comunitária no ano de 1977.
Lecionou Psiquiatria na Fundação Faculdade Federal de Ciências Médicas de Porto Alegre (atual Ufcspa - Universidade de Ciências da Saúde de Porto Alegre)
Em 1990 foi convidado a participar e toma posse da cadeira 34 da Academia Sul-Rio- Grandense de Medicina, cujo patrono é Jacinto de Godoy Gomes.
Foi vice-coordenador da UFRGS, perito, consultor e coordenador da Organização Mundial da Saúde e Organização Pan-Americana de Saúde [carece de fontes?].